# Vancouver, Washington
Vancouver, Washington là một thành phố nằm ở bờ bắc sông Columbia, là quận lỵ quận Clark, tiểu bang Washington, Hoa Kỳ. Theo điều tra dân số Hoa Kỳ 2010, thành phố có dân số 161.791 người. Đây là thành phố lớn thứ 145 Hoa Kỳ theo dân số và lớn thứ 4 bang. Thành phố có diện tích 119,5 km², mật độ dân số 3479,4 người/dặm Anh vuông. Thành phố này là một phần của vùng đô thị Portland-Vancouver, vùng đô thị lớn thứ 23 ở Hoa Kỳ.